# A Ten-Minute Egg
A ten-minute egg è una comica muta del 1924 diretta da Leo McCarey con protagonista Charley Chase.
Il film fu pubblicato il 20 luglio 1924.